# Сарбіново (гміна Дембно)
Сарбіново (пол. Sarbinowo, нім. Zorndorf) — село в Польщі, у гміні Дембно Мисліборського повіту Західнопоморського воєводства.
Населення — 516 осіб (2011).

## Демографія
Демографічна структура станом на 31 березня 2011 року:
|          | Загалом | Допрацездатний вік | Працездатний вік | Постпрацездатний вік |
| -------- | ------- | ------------------ | ---------------- | -------------------- |
| Чоловіки | 263     | 64                 | 177              | 22                   |
| Жінки    | 253     | 62                 | 146              | 45                   |
| Разом    | 516     | 126                | 323              | 67                   |